# Olcay Gulsen
Olcay Gulsen (Waalwijk, 20 juli 1980) is een Nederlands modeontwerper en ondernemer. Ze verwierf bekendheid door haar aanwezigheid in RTL Boulevard.

## Biografie
Gulsen werd geboren in Waalwijk en komt uit een gezin met vier zussen en een broer. Haar ouders zijn Koerdisch-Armeens en komen uit het district Elbistan in de provincie Kahramanmaraş (Turkije). Haar vader had schizofrenie en was gewelddadig. Zij doorliep achtereenvolgens de mavo, de havo en behaalde het vwo-diploma. Vervolgens startte ze een studie Personeel en Arbeid, waarna ze naar Amsterdam verhuisde en enkele maanden als stewardess bij luchtvaartbedrijf Transavia werkte.

### Ondernemer
In 2002 begon zij op haar eenentwintigste een wervings- en selectiebedrijf voor de kledingbranche: Chill Agency. Gulsen begon met het importeren van kleding van merken als Criminal en 5th Avenue onder de bedrijfsnaam 2Stepzahead. Naar eigen zeggen ontmoette ze in 2004 tijdens een modeweek de eigenaar van het kledingmerk SuperTrash en startte een coöperatie. In 2009 zou Gulsen SuperTrash overgenomen hebben. Van het merk zijn echter geen gegevens voor 2009 bekend en ook de vorige eigenaar is nooit achterhaald. Het merk, omgedoopt tot SuperTrash, werd daarna uitgebreid en sinds 2010 wordt de kleding in vierentwintig landen verkocht. Van elektronicaconcern Philips nam Gulsen in 2009 het aanbod aan het gezicht te worden van een nieuwe campagne.
In 2010 richtte zij een eigen stichting op, Jay4chance, waarmee zij jonge ondernemers wilde helpen.
In 2016 trok zij zich terug uit de directie van SuperTrash en ging verder met het door haar opgerichte modemerk: ST.Studio. Dit merk was echter verliesgevend. Volgens Gulsen was de organisatiestructuur en werkwijze te traditioneel voor zo'n jong en modern bedrijf. Zij voerde in de organisatiestructuur de nodige wijzigingen door.
In 2017 kwam het bedrijf, naar Gulsens eigen zeggen, door haar eigenzinnige en solistische werkwijze in financiële problemen. Met een kapitaalinjectie van enkele miljoenen euro's werd het bedrijf gered. In februari 2018 trok ze zich terug als CEO maar bleef wel aan het bedrijf verbonden. In maart 2018 gingen alle bedrijfsonderdelen failliet. Ironisch genoeg publiceerde zij kort voor het faillissement een boek met als titel Super Olcay: Hoe je met lef van niets naar de top komt. In 2019 richt Gulsen een make-upbedrijf op.

### Televisiewerkzaamheden
In 2013 werd zij jurylid in het TLC-programma Ultimate Shopper. Van april 2014 tot juni 2015 presenteerde zij het programma Werk aan de winkel. In juni 2014 werd zij een van de vaste, afwisselende deskundigen op het gebied van lifestyle in het amusementsprogramma RTL Boulevard. Sinds 2017 is ze tevens een van de vaste reporters. In 2017 was Gulsen te zien in de programma's Een goed stel hersens en Celebrity Stand-Up. Ze nam in 2018 deel aan het programma Wie is de Mol? en behaalde daarin de finale, die ze verloor van Ruben Hein. Daarnaast presenteert ze sinds juni 2018 het online programma Temptation Gossip.
In 2018 presenteerde Gulsen het televisieprogramma Beter laat dan nooit, in dit programma ging ze op reis met Gerard Cox, Peter Faber, Barrie Stevens, Willibrord Frequin. Hiermee verving zij Jamai Loman, die dit programma eigenlijk zou presenteren maar moest afzeggen vanwege nierproblemen. In het najaar van 2018 was Gulsen als presentatrice te zien in Boxing Stars.
In het voorjaar van 2019 vormde Gulsen met Herman den Blijker een presentatieduo voor het RTL 4-programma Zelfbouwers Rotterdam en heeft ze haar eigen korte onderdeel in Temptation Talk waarin ze met mensen de afleveringen bekijkt of oud-deelnemers bezoekt. Tevens had ze een gastrol in de Amerikaanse soapserie The Bold and the Beautiful.
In mei 2019 werd bekend dat Gulsen de overstap maakte van televisienetwerk RTL naar Talpa.
In maart 2020 lanceerde ze haar eigen 6-delige docuserie Olcay & Huiselijke geweld over huiselijk geweld. Ze wil via haar persoonlijke verhaal het probleem van huiselijk geweld bespreekbaar maken. Sinds maart 2021 presenteert ze het SBS6-programma Gestalkt.

## Televisie
Hieronder een geselecteerde lijst met programma's waarin Gulsen te zien was als onder andere presentator, actrice en deelnemer.

### Als presentator
- Werk aan de winkel (2014-2015)
- Temptation Gossip (2018-2019)
- Beter laat dan nooit (2018)
- Boxing Stars (2018)
- Temptation Talk (2019)
- Zelfbouwers Rotterdam (2019)
- Shownieuws (2019-2020)
- Olcay & Huiselijke geweld (2020)
- Gestalkt (2021)
- Fatale liefde (2022)

### Als deelnemer
- De gevaarlijkste wegen van de wereld (2017), duo met Robert Kranenborg
- Een goed stel hersens (2017)
- Celebrity Stand-Up (2017)
- Wie is de Mol? (2018)
- Tattoo Trippers (2018)
- Oh, wat een jaar! (2018)
- Mars tegen Venus (2019)
- Het Hek van de Dam (2020)
- Code van Coppens: De wraak van de Belgen (2021), duo met Ruud de Wild
- De Invasie van België (2022), duo met Dolshe Gulsen[17]
- Het Jachtseizoen (2022), duo met Ruud de Wild
- The Masked Singer (2022), duo met Ruud de Wild
- Kiespijn (2023), team rechts
- Special Forces VIPS (2024)
- Deze week in de reclame (2024)
- Moordfeest (2024)
- De Verraders Halloween (2024)

### Overig
- Ultimate Shopper (2013), als jurylid
- RTL Boulevard (2014, 2017-2019), als mode- en lifestyle-deskundige
- The Bold and the Beautiful (2019), gastrol als actrice
- The Angry Birds Movie 2 (2019), stem ingesproken van Debbie
- Dit Is Mijn Huis (2022), als panellid
- Ruud & Olcay (2023), realityserie met Ruud de Wild
- Sterren op het Doek (2023), als gast
- Vandaag Inside (2024-heden), als vaste gast
- Beste Kijkers (2024), als panellid
- Boerderij van Dorst (2024), als gast
- De Oranjezomer (2025), als vaste gast

## Onderscheidingen
- 2008: Jackie Magazine - Modeondernemer van het jaar
- 2009: Quote - een van de dertig succesvolste vrouwen van Nederland.[bron?]
- 2010: Amsterdam Business Award[18]
- 2010: Marie Claire Prix de la Mode - Beste mode-ondernemer van 2010[19]

## Samenwerkingen
- 2009: Gulsen wordt het gezicht van het nieuwe Philips Senseo-koffiezetapparaat[20]
- 2010: SuperTrash maakt een Special Edition Dutch Dress voor Bavaria[21]
- 2010: Gulsen wordt het gezicht van Samsung[22]
- 2012: SuperTrash maakt een Europees Kampioensjurk voor Albert Heijn
- 2013: SuperTrash maakt een jurk om de 25e verjaardag van Disneyland Paris te vieren
- 2013: Gulsen wordt ambassadeur voor de eerste Global Kids Fashion Week in Londen
- 2013: Gulsen wordt ambassadeur voor de internationale stichting Challenge Day zonder winstoogmerk

## Privé
Gulsen had van 2009 tot 2012 een relatie met voetballer Edgar Davids. Sinds 2019 had ze een relatie met radio-dj Ruud de Wild, die ze in 2023 beëindigden.